# Bad (chanson de David Guetta et Showtek)
Pour les articles homonymes, voir Bad.
Singles de David Guetta
Shot Me Down
(2014) Blast Off
(2014)
Singles par Showtek
We Like To Party
(2013) Bouncer
(2014)
Singles par Vassy
Mad
(2014)
Bad est un single de David Guetta et des Showtek, en collaboration avec la chanteuse Vassy. La chanson a été écrite par David Guetta, Sjoerd Janssen, Wouter Janssen, Giorgio Tuinfort, Ossama Al Sarraf, Ned Shepard, Nick Turpin, Manian et Vassy. Elle est produite par David Guetta et Showtek.

## Clip vidéo
Le clip vidéo, réalisé par Olivier Boscovitch, a été mis en ligne sur le compte officiel de David Guetta sur YouTube le 10 avril 2014. Il s'agit, en fait, d'une lyric video mettant en scène une jeune femme confrontée avec des morts-vivants qui dansent à la façon de Thriller de Michael Jackson. On peut également voir un clin d’œil à la chanson Bad de ce dernier, via l'écriture caractéristique du mot BAD en lettres en rouges.
En avril 2022, le clip vidéo atteint le cap du milliard de vues sur la plateforme de vidéos YouTube.

## Formats
| 1. | Bad (featuring Vassy (version élargie)) | 4:30 |

| 1. | Bad (featuring Vassy (format radio)) | 2:50 |

## Classement
| Classement (2014)                       | Meilleure position |
| --------------------------------------- | ------------------ |
| Allemagne (Media Control AG)            | 19                 |
| Australie (ARIA)                        | 5                  |
| Autriche (Ö3 Austria Top 40)            | 5                  |
| Belgique (Flandre Ultratop 50 Singles)  | 12                 |
| Belgique (Wallonie Ultratop 50 Singles) | 16                 |
| Espagne (PROMUSICAE)                    | 42                 |
| France (SNEP)                           | 6                  |
| Finlande (Suomen virallinen lista)      | 1                  |
| Norvège (VG-lista)                      | 1                  |